# Reakcije pripajanja
Reakcija pripajanja u organskoj hemiji je opšti termin za razne reakcije u kojima se dva ugljovodonična fragmenta spajaju uz pomoć metalnog katalizatora. U jednom važnom reakcionom tipu glavna grupa organometalnog jedinjenja tipa RM (R = organski fragment, M = glavni centar grupe) reaguje sa organskim halidom tipa R'X, pri čemu se formira nova ugljenik-ugljenik veza u produktu R-R' 
Ričard Hek, Ej-iči Negiši i Akira Suzuki su bili nagrađeni Nobelovom nagradom za hemiju 2010. za razvoj reakcija pripajanja katalisanih paladijumom.
Uopšteno gledano, prepoznaju se dva tipa reakcija pripajanja:
- Heterosprezanja dva raličita partnera, kao u Hekovoj reakciji gde se spajaju alken (RC=CH) i alkil halid (R'-X) uz formiranje supstituisanog alkena (RC=CR').
- Homosprezanja dva identična partnera, kao u Glaserovom pripajanju dva acetilida (RC≡CH) čime se formira dialkin (RC≡C-C≡CR).

## Mehanizam
Reakcioni mehanizam generalno počinje sa oksidativnom adicijom organskog halida na katalizator. Naknadno, drugi partner podleže transmetalaciji, čime se oba partnera dovode na isti metalni centar uz eliminaciju funkcionalnih grupa. Finalni korak je reduktivna eliminacija dva spregnuta fragmenta uz regeneraciju katalizatora i nastanak organskog produkta. Nezasićene organske grupe se lakše pripajaju delom zato što se one lakše dodaju. Intermedijeri su isto tako manje podložni beta-hidridnoj eliminaciji.
U jednoj teoretskoj studiji je pokazano da nezasićene grupe znatno lakše podležu reakcijama pripajanja na metalnim centrima. Brzine reduktivne eliminacije stoje u sledećem redosledu:
vinil-vinil > fenil-fenil > alkinil-alkinil > alkil-alkil.
Utvrđeno je da su aktivacione barijere i reakcione energije za nesimetrična R-R′ pripajanja u blizini proseka korespondirajućih vrednosti simetričnih R-R i R′-R′ reakcija pripajanja, Na primer: vinil-vinil > vinil-alkil > alkil-alkil. Jedan drugi mehanistički pristup sugeriše da se specifično u vodenim rastvorima, pripajanje zapravo odvija putem mehanizma radikala, a ne posredstvom metalom. Većina mehanizama reakcija pripajanja donekle varira od ove generalizovane forme.